# Accés multimèdia universal
L'Accés multimèdia universal (Universal Multimedia Access - UMA) és la capacitat d'un sistema o aplicació d'accedir a contingut multimèdia des de qualsevol terminal a través de qualsevol xarxa. La tecnologia UMA pretén posar a disposició dels usuaris diferents representacions de la mateixa informació de forma transparent, adaptant-la a diferents terminals, xarxes d'accés i preferències d'usuari. La informació només es crea una vegada i el sistema UMA s'encarrega de personalitzar el contingut desitjat de la forma més ràpida possible.
L'objectiu és satisfer una petició de contingut de forma eficaç i amb garantia d'obtenir la versió més adequada en funció de les condicions d'accés, independentment de:
- El dispositiu utilitzat per l'usuari: telèfon mòbil, PDA (Personal Digital Assistant), PC domèstic, web TV, estacions de treball, etc.
- La xarxa d'accés: Ethernet, xDSL, LAN, Sistema global per a comunicacions mòbils (GSM), Sistema global per a comunicacions mòbils (GPRS), UMTS, cable, etc.
- El format original del contingut.
- Les característiques de l'entorn d'ús (variables en cada petició).
- Les preferències de l'usuari: missatge de text o de veu, vídeo en color o blanc i negre, qualitat requerida, etc.

## Introducció
El concepte d'Accés Multimèdia Universal fa referència a una línia d'investigació en el sector de les comunicacions multimèdia, que busca una solució universal a la problemàtica sorgida pel vertiginós augment del contingut audiovisual disponible per a la gran majoria de la població i la disparitat de xarxes d'accés i terminals del mercat.
La motivació inicial d'UMA era possibilitar l'accés a contingut multimèdia enriquit a dispositius amb limitacions de comunicació que disposessin de capacitats "pobres" de processament, emmagatzematge i visualització.
Els esforços s'han centrat en dues línies de treball:
1. Tècniques de transcodificació del contingut: un sistema UMA requereix incorporar mètodes d'adaptació del contingut original als recursos de la sessió i preferències de l'usuari, com són canvis de format, reducció de taxa de bits, velocitat de reproducció o canvi de modalitat (transmoding), com per exemple passar de text a veu, o a l'inrevés, etc.

1. Eines d'accés al contingut: tasques com la descripció, indexació, anàlisi, cerca i filtrat, són necessàries per aconseguir lliurar el contingut desitjat i es basen en l'ús de metadades, interfícies i aplicacions dirigides a realitzar aquestes funcions. La majoria se centra en els estàndards MPEG-7 i MPEG-21. (vegi Descripció de contingut i Descripció d'entorn d'usuari)

## Conjuntura
Un conjunt de circumstàncies i factors plantegen la necessitat de tecnologia UMA:
- Gran quantitat de contingut audiovisual: l'augment dels aparells capaços de generar contingut multimèdia ha disparat la quantitat de material disponible.
- Difícil accés a la informació: la cerca d'un determinat contingut és una tasca feixuga, ja que la majoria de la informació no és ordenada ni catalogada, i per tant, no es té cap control sobre el contingut ni sobre la seva localització.
- Condicions d'accés a la xarxa diferents i variables.
- Heterogeneïtat de dispositius client, amb capacitats i necessitats diferents (cada fabricant intenta diferenciar-se el màxim possible dels seus competidors i no faciliten la compatibilitat entre aparells). L'auge de les comunicacions mòbils i la seva gran acceptació a la societat ha fomentat la diversitat de terminals.
- Exigències de l'usuari: no sempre la informació o contingut desitjat aconsegueix arribar a l'usuari final amb la millor qualitat possible. Quan un dispositiu intenta accedir a contingut pel qual no ha estat dissenyat, el resultat és decebedor.
- Altes despeses de manteniment i emmagatzematge d'informació, és impossible tenir una versió del contingut per a cada tipus de terminal.

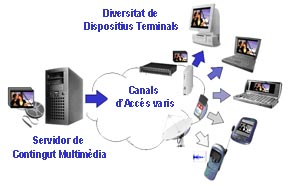
Panorama actual

Els sistemes UMA estan orientats a establir una espècie de "pont" entre el contingut original i el terminal d'ús final, essent un nexe d'unió entre els diferents components de la cadena de comunicació per optimitzar la seva gestió.
Es treballa en l'adaptació de contingut creat un sol cop i emmagatzemat en un sol format, implementant sistemes capaços de transformar la informació original en el format que aprofiti al màxim les característiques i condicions d'accés.

## Requeriments del sistema
Els elements bàsics que requereix un sistema UMA pel seu desenvolupament són :
- Contingut multimèdia cercable i amb accés remot (possible a tot arreu).
- Disponibilitat de descripcions útils sobre el contingut.
- Disponibilitat de descripcions útils sobre el context (capacitats de xarxa i terminals).
- Sistemes de mediació en el lliurament de contingut capaços d'utilitzar la informació anterior per proporcionar una versió del contingut desitjat als seus usuaris (vegi personalització del contingut).
- Ús d'eines obertes i estàndards per estructurar, representar i transportar aquestes descripcions així com per especificar el tipus d'operacions d'adaptació i personalització del contingut (fonamental en entorns oberts com Internet).

Un sistema UMA necessita tenir disponibles les descripcions de les parts que han de ser interconnectades (vegi Arquitectura del sistema). Bàsicament s'utilitzen tres tipus de descripcions:
1. De contingut.
2. D'entorn d'usuari.
3. De petició de cerca.

### Descripció de contingut
Un sistema d'accés universal necessita conèixer les característiques del contingut disponible. La descripció del contingut audiovisual facilita el seu accés, cerca i filtrat. Es necessita informació de tota mena de característiques del material, descripció a tots els nivells, que ha d'incloure sempre:
- Estructura del contingut.
- Característiques de codificació.

S'utilitza l'estàndard MPEG-7 desenvolupat per MPEG, que proporciona una àmplia gamma d'eines de descripció (description tools) per a contingut multimèdia a molts diferents nivells (Esquemes de Descripció Multimèdia, MPEG-7 MDS). L'estàndard separa la descripció del contingut, ja que poden haver-hi diverses descripcions d'un mateix contingut i a la vegada proporciona mecanismes d'enllaç entre ambdues parts (connexió bidireccional).

### Descripció d'entorn d'usuari
Les característiques de l'entorn/context de l'usuari és una altra part fonamental pel sistema. Es tracta d'informació sobre les condicions d'accés de l'usuari en el moment de realitzar la seva petició, indispensable per crear una versió adient i personalitzada del contingut pretès.
Aquesta informació tan útil no era fàcil d'aconseguir, i estàndards com el MPEG-7 no proporcionaven eines per a la seva descripció. Digital Item Adaptation (DIA), la part 7 del nou estàndard MPEG-21, es crea per solucionar el problema de la descripció del context, i així obtenir els paràmetres necessaris per a posteriorment decidir quina adaptació és la més adient a l'entorn descrit.
El perfil de sessió consta de tres elements (subperfils): 
1. Perfil d'usuari (descrit en MPEG-21 DIA, i que utilitza la part de MPEG-7 sobre l'anotació de preferències d'usuari).
2. Perfil de terminal (descrit en MPEG-21 DIA).
3. Perfil de xarxa (descrit en MPEG-21 DIA).

Existeix un quart àmbit de descripció de l'entorn natural, que inclou la posició o lloc de l'usuari, hora d'accés, condicions metereològiques, temperatura, etc.

### Descripció de petició de cerca
La descripció de petició de cerca (query) comprèn les característiques de la petició, entesa com una descripció d'un contingut al qual l'usuari vol accedir.

## Arquitectura del sistema
Els components essencials per implementar un sistema UMA són:
- Contenidor multimèdia: servidor dels contingut disponibles.
- Analitzador de contingut: utilitza les eines de descripció de contingut per elaborar la descripció del contingut emmagatzemat en el servidor.
- Servidor de descripció: emmagatzema les descripcions enviades per l'analitzador de contingut.
- Motor de personalització del contingut: nexe d'unió entre el contingut i l'usuari, encarregat d'adaptar la informació d'un lloc a l'altre.
- Servidor de descripció d'entorn d'usuari (User Environment Description - UED): emmagatzema el perfil de sessió.
- Terminals (multicaracterístiques): dispositiu que pot permetre configurar les preferències de l'usuari a l'hora de realitzar la petició.

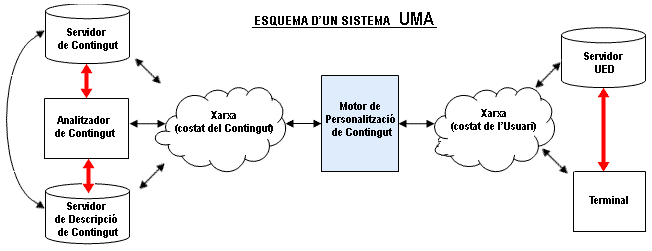
Esquema amb els components bàsics d'un sistema UMA

L'esquema ens mostra els elements bàsics per constituir un sistema d'accés universal, sense entrar en detall en els components específics que podrien formar part de cada element, ja que aquests depenen de la implementació concreta realitzada.

## Funcionament
La posada en marxa d'un sistema UMA requereix unes condicions prèvies. La implementació ha d'incloure equips connectats a descripcions d'entorn i de contingut que permetin decidir com adaptar el contingut demanat abans de proporcionar-lo a l'usuari final. Aquesta part central del sistema és el motor de personalització del contingut.

### Costat de l'usuari
1. Inici de sessió: un usuari des de la seva terminal realitza una petició de contingut multimèdia, allotjat en un servidor a l'altre costat de la xarxa.
2. Anàlisi de l'entorn d'usuari: extracció de les característiques particulars de la sessió iniciada, a partir de mètodes de descripció d'entorn d'usuari (UED), com els que facilita MPEG-21.
3. Emmagatzemament de la descripció d'entorn: el servidor UED guarda la descripció rebuda de l'usuari, informació que serà consultada pel motor de personalització del contingut, i fins i tot podrà ser reutilitzada en posteriors sessions amb idèntiques característiques.
4. Enviament de la petició: la demanda de l'usuari s'envia a través de la xarxa.

### Costat del contingut
1. Anàlisi del contingut: l'analitzador de contingut, prèviament, ha escannejat el material del servidor (contenidor multimèdia) i realitzat la seva descripció amb eines de descripció, com les que facilita MPEG-7.
2. Proveïdor del contingut: segons la petició realitzada per l'usuari (contingut localitzable gràcies a la seva descripció prèvia).

### Motor de personalització del contingut
El motor de personalització o adaptació és essencial per unir les dues parts que intervenen en la cadena de comunicació: el contingut creat i l'usuari disposat a consumir-lo. És una plataforma que inclou diversos mòduls per gestionar la informació i interaccionar amb la xarxa, per tant necessita estar connectat amb la resta d'elements del sistema.
Les funcions bàsiques d'aquest motor són:
- Decisió de la versió: la selecció de la millor variació per a l'usuari.
- Personalització: la transformació del format del material multimèdia per adaptar-lo a les condicions de xarxa i capacitats del terminal de l'usuari.
- Lliura del contingut desitjat: segons les preferències indicades per l'usuari.

| Contingut          | Xarxa                       | Entorn d'usuari                  |
| ------------------ | --------------------------- | -------------------------------- |
| Format multimèdia  | Qualitat del servei         | Xarca d'accés (amplada de banda) |
| Resolució espacial | Amplada de banda disponible | Resolució de pantalla / color    |
| Resolució temporal | Taxa d'error                | Memòria / CPU                    |
| Nombre de colors   | Restriccions                | Decodificadors                   |
| Limitacions        | Retard                      | Preferències d'usuari            |
| Drets d'autor      |                             | Lloc d'accés, hora               |

La transformació del format original a la millor versió possible és el moment més delicat de tot el procés. Uns processadors interns s'encarreguen d'analitzar la informació rebuda d'ambdues parts (contingut i usuari) i a través d'algoritmes de decisió s'obtenen els paràmetres òptims que s'ajusten a la petició realitzada. Aquesta "decisió" està condicionada per les operacions de processament de contingut disponibles en el sistema. Una vegada determinada la variació de l'original s'executa la seva adaptació.

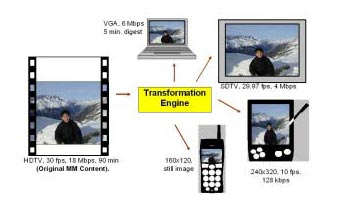
Exemple de personalització del contingut segons el dispositiu de reproducció

## Conclusions
Els resultats obteniguts fins al moment, auguren un interessant futur a aquesta tecnologia, encara que descobreixen també algunes de les seves limitacions, ja que aquest tipus de sistemes universals ("ideals"), són molt difícils de desenvolupar perquè l'evolució dels seus components és molt ràpida, així com la variació de les seves característiques tècniques.
Aspectes a tenir en compte i limitacions detectades:
- Control de drets d'autor: l'adaptació del contingut suposa una modificació del format original, per tant s'ha de preveure la gestió de drets d'autor o el seu consentiment per a la manipulació del contingut o material audiovisual (moure's en el marc de la legalitat).
- Privacitat de l'usuari: garantir la seguretat a la transmissió d'informació de caràcter personal de l'usuari.
- Rendiment: el temps emprat en el processament del contingut sol ser alt, i depèn del tipus d'equips utilitzats (sobrecàrrega) i de la mida i qualitat de la versió original.
- Diferència de qualitat entre versions: quan la diferència de qualitat entre l'original i la versió adaptada és molt alta, és quan es produeixen més problemes de processament (font d'alta resolució i terminal de capacitats limitades).
- Ampliar les versions de l'original: emmagatzemar variacions estratègiques del contingut original amb diferent nivell de qualitat per facilitar la personalització (reduir esforços i cost computacional).
- Nombre de peticions: quantes peticions de contingut és capaç de processar, necessitat de mecanismes de gestió.
- Reduir els costos de manteniment i emmagatzemament: tenir una sola versió de la informació suposa un estalvi en espai i facilita el manteniment.
- Qualitat dels serveis: l'objectiu final és augmentar la satisfacció de l'usuari, consumidor del contingut. El procés de personalització depèn de les operacions disponibles a la plataforma UMA i idealment la transformació hauria de realitzar-se en temps real, però no sempre és possible.